# Juan Gregorio Regino
Juan Gregorio Regino (n. Nuevo Paso Nazareno (Chichicazapa), Oaxaca, 5 de noviembre de 1962) es un poeta mexicano, representante de la literatura indígena mazateca. Desde 2016 es miembro de la Academia Mexicana de la Lengua y desde enero de 2017 director del Instituto Nacional de Lenguas Indígenas (INALI).

## Biografía
Juan Gregorio Regino estudió la licenciatura en Etnolingüística en el Centro de Investigación y Estudios Superiores en Antropología Social (CIESAS) y obtuvo la carrera de Profesor de educación primaria por el Centro Regional n.º 44 de Mejoramiento Profesional del Magisterio de Tuxtepec, Oaxaca.
Se ha desempeñado en el ámbito académico con la elaboración de materiales para la enseñanza del mazateco y en el ámbito literario con la publicación de cinco poemarios y diversas participaciones en antologías poéticas. Asimismo se ha desempeñado como promotor cultural y funcionario público.
En 1991 fue coordinador regional de Brigadas del Programa Nacional de Solidaridad en Tuxtepec, Oaxaca, para la conformación del Plan de Desarrollo Regional del Papaloapan. De 1993 a 1996 fue jefe de departamento, subdirector y director de área en la Dirección General de Educación Indígena de la Secretaría de Educación Pública, donde contribuyó a la elaboración de los libros de texto gratuitos de educación primaria: Xujún Én Ningutsie, Mazateco de San Pedro Ixcatlán, Oaxaca, parte I y parte II.
En 1996 recibió el Premio Nezahualcóyotl de Literatura en Lenguas Indígenas. Fue miembro fundador de la Asociación de Escritores en Lenguas Indígenas, autor y promotor de la Iniciativa de Ley sobre Derechos Lingüísticos de los pueblos indígenas de México. Además, fue coordinador de Desarrollo Lingüístico en la mesa técnica de la Jefatura de Zonas de supervisión de educación indígena de Temascal, Oaxaca; subdirector de Desarrollo de las Culturas Indígenas de la Dirección General de Culturas Populares e Indígenas del Consejo Nacional para la Cultura y las Artes; asesor del Programa de Estímulos a Escritores en Lenguas Indígenas del FONCA de 2000 a 2005.
De 2003 a 2005 fue profesor del curso Lenguas y literatura indígenas, como parte de la Cátedra México Nación Multicultural de la UNAM. De 2012 a 2016 fue director de Desarrollo Cultural de la Dirección General de Culturas Populares de la Secretaría de Cultura.
El 9 de junio de 2016 ingresó a la Academia Mexicana de la Lengua como miembro correspondiente en Oaxaca, Oaxaca, a propuesta de don Miguel León-Portilla, doña Ascensión Hernández Triviño y don Patrick Johansson. La elección se dio en sustitución de don Víctor de la Cruz Pérez, fallecido en septiembre de 2015.
Desde enero de 2017, es director del Instituto Nacional de Lenguas Indígenas, para el periodo 2017-2023 denunciando que aunque México es un estado pluricultural, la política del estado siempre ha sido el monolingüismo.

## Obra literaria
Su poesía está arraigada de la tradición oral presente en la cultura mazateca de la que forma parte. Aborda temas que van desde la naturaleza y su relación con la gente mazateca hasta el amor y el deseo. Su poesía se ha difundido en diversos países como: España, Francia, Italia, Serbia, Cuba, Argentina y Estados Unidos.
Por otro lado, ha realizado traducciones literarias del español al mazateco; en 2016 tradujo una selección de poemas de Octavio Paz para la editorial Artes de México.

## Obras publicadas

### Poesía
- Ña tjien iskjibena ngajñoho, Donde nos atrape la noche, Oaxaca, Secretaría de las Culturas y Artes de Oaxaca, 2004.
- Én tsi’e nga xtjox’a k’ajmi. Palabras para abrir el cielo, México, Secretaría de Educación Pública, Libros del Rincón, 2004.
- Ndoba Isien. Antología poética, México, Secretaría de Educación Pública, Libros del Rincón, 2003.
- Ngata’ara Stsee. Que siga lloviendo, México, Escritores en Lenguas Indígenas/UNESCO, , 1998.
- Tatsjejin nga kjaboya. No es eterna la muerte, México, Diana, 1994.

### Ensayo
- “Identidad y literatura indígena” en: Renacerá la Palabra, identidades y diálogo intercultural, José Manuel Valenzuela (coordinador), Tijuana, El Colegio de la Frontera Norte, 2003.
- “Nuestra Diversidad Creativa, Informe de la Comisión Mundial de Cultura y Desarrollo” en: Voces Indígenas en Foros Internacionales, Marcos Matías Alonso (editor), México, Plaza y Valdez, México, 1999.
- “Escritores en Lenguas Indígenas” en: Situación Actual y Perspectivas de la Literatura en Lenguas Indígenas, Carlos Montemayor (coordinador), México, Consejo Nacional para la Cultura y las Artes, 1993.

### Libros académicos
- Alfabeto mazateco. Variantes dialectales de San Pedro Ixcatlán, San Miguel Soyaltepec, Jalapa de Díaz y San José Independencia, México, OIC-CIESAS, 1996.
- Xujún Én Ningutsie, mazateco de San Pedro Ixcatlán, Oaxaca, Secretaría de Educación Pública, 2004.